# Woody Herman
Pour les articles homonymes, voir Herman.
Woody Herman (1913-1987) de son vrai nom Woodrow Charles Herman, est un clarinettiste, saxophoniste (alto & soprano), chanteur et chef d'orchestre de jazz américain.

## Biographie
Né en 1913 dans une famille travaillant dans le vaudeville, Woody Herman apprend le saxophone à 11 ans et la clarinette à 14. À l'âge de 15 ans, il devient professionnel et joue dans de nombreuses formations dont les Isham Jones Juniors. C'est avec cinq des anciens musiciens de ce groupe, qu'en 1936 il forme son premier orchestre. Ce big band, vite appelé The band That plays the Blues, enregistre Woodchopper's ball en 1939, un titre qui le rendra célèbre.
Après un remaniement de personnel, l'orchestre devient The First Herd (le premier troupeau). C'est pour cette formation qu'Igor Stravinsky écrit Ebony concerto en 1945. En février 1942, le morceau Blues in the Night (My Mama Done Tol' Me) est no 1 aux États-Unis. L'orchestre est dissous en 1946. De 1947 à 1949, Woody Herman dirige le "Second Herd". La section de saxophones de cet orchestre, composée de Stan Getz, Zoot Sims, Herbie Steward (saxophone ténor) et de Serge Chaloff (saxophone baryton) et connue sous le nom des Four Brothers, est l'une des plus remarquables de l'histoire du jazz. Fin 1949, des difficultés financières poussent Woody Herman à dissoudre ce big band pour se produire en petite formation.
En 1950, il forme le Third Herd qui connait de fréquents changements de personnel et de dimension. À partir des années 1960, Woody Herman va diriger d'autres grands orchestres : les Thunderings Herds. L'époque « héroïque » des big bands est révolue et le clarinettiste, pour faire survivre sa formation, engage essentiellement de jeunes musiciens issus des orchestres universitaires. Woody Herman, ruiné par les malversations de son manager, meurt d'une attaque cardiaque en 1987.
Instrumentiste limité qui se considérait lui-même comme un « soliste moyen », il fut surtout un exceptionnel meneur d'hommes et fit toujours preuve d'une grande ouverture d'esprit, comme en témoigne le répertoire de ses derniers Thundering Herds où se côtoyaient ses anciens succès de l'époque swing (Apple honey, Caldonia) et des compositions de John Coltrane ou Chick Corea.
Il est évoqué dans le 280e des 480 souvenirs cités par Georges Perec dans Je me souviens.

## Discographie
- How Hi the Fi (1954)
- Music For Tired Lovers (1955)
- Songs For Hip Lovers (1957)
- Early Autumn (1957)
- Herman & Puente (1958)
- The Herd Rides Again (1958)
- The Fourth Herd  (1960)
- The New Swingin' Herman Herd (1960)
- Encore (1963)
- The Thundering Herds Volume 3 (1963)
- Blues on Parade (1998)
- 1963 Live Guard Sessions (2013) (avec Sarah Vaughan)
- The Band that Plays the Blues (1937-1941) (2000)
- Battle Royal (2006) (avec Charlie Barnet & Stan Kenton)
- The Best of Woody Herman (2012)
- Big New Herd at the Monterey Jazz Festival (1999)
- Blowin’ Up a Storm: The Columbia Years (1945-47) (2001)
- Blowin’ Up a Storm (Jazz Greats Volume 22)
- Blues & Swing Grove (2007)
- Complete 1948-1959 Capitol Sessions (2001)
- Concord Jazz Heritage Series (1998)
- Ebony Concerto (2006)
- The Essence of Woody Herman (2008)
- The Everest Years (2005)
- Four Brothers (2004)
- Four Brothers 1945-1947 (2008)
- The Fourth Herd: 1963 Summer Tour (1994)
- From East to West (2002)
- Get Your Boots Laced Papa: Original Recordings (1938-1943) (2003)
- Giants of Jazz (DVD Audio + DVD Video)
- Giant Steps (1994)
- Golden Greats (2002)
- Herd With Friends (2013)
- The Herd Rides Again … In Stereo (1992)
- Herman & Cole - California Concerts 1949 (plus Nat King Cole and his Trio)
- Herman’s Heat & Puente’s Beat (1999) (avec Tito Puente)
- It Had to be Us (1999) (avec Ruby Braff)
- Jantzen Beach Oregon 1954 (1999)
- Jazz Casual - Big Bands (2012) (avec the The Thad Jones/Mel Lewis Orchestra)
- Jazz Hoot/Woody’s Winners (2001)
- Jazz Masters 54 (2004)
- Jazz Swinger/Music for Tired Lovers (2001)
- Jazz Years, Vol. 1 (1999)
- Legendary Big Bands Series (2000)
- Let’s go to town (2009) (avec Mindy Carson & Georgia Gibbs)
- Light My Fire (1969) (Live Rome Italy May 1969)
- Light My Fire (2000)
- Live 1957 Vol. 1 (2000)
- Live 1957 Vol. 2 (2000)
- Live at Newport 3 July 1966 (2001)
- Live in Warsaw (2000)
- Mosaic Select (2009)
- Music for Tired Lovers (2007) (avec Erroll Garner)
- Old Gold Rehearsals (2001)
- One Night Stand: Live at the Hollywood Palladium (2003)
- Presenting … Woody Herman (2007)
- Presents Volume 2 … Fours Others (1993)
- The Radio Years (1940-1941) (2000)
- Road Band (2006)
- Second Herd - 1948 (2000)
- Seen & Herd in 1952 (2013)
- Sings Ballads and Blues (1945-1947) (2005)
- Sings Songs for Hip Lovers (2009)
- Standard Times - The Third Herd (1951-1952) (2002)
- The Swinging Herd (2012)
- That’s Where It Is (2011)
- The Third Herd Live 1951 (2000)
- The Third Herd ‘Live’ 1952 (2012)
- The 3 Herds (2011)
- The Thundering Herds 1945-1947 (1995)
- The Thundering Herd: Original Recordings 1945-1947 (2005)
- This is Jazz (1997)
- Thundering Herd (1995)
- V Disc Years Vol’s 1 & 2 (2008)
- Wailin’ with Woody (2000)
- Who Dat Up Dere? (1999)
- Wildroot (2001)
- Woodsheddin’ with Woody (2006)
- Woody Herman ‘58 (2007)
- Woody Herman 1963 (2002)
- Woody Herman and his Orchestra, 1956 (2000)
- The Woody Herman Band! (2006)
- The Woody Herman Shows 1944-1946 (2003)
- The Woody Herman Story (2000) (4 CD Box Set)
- Woody’s Gold Star (1990)
- Woody’s Winners (2007)